# Запорожець Петро
Петро Запорожець (нар. 26 серпня 1895, Ладижин — пом. 31 жовтня 1963, Детройт) — український військовик, хорунжий 1-го Сірого полку 1-ї Сірої дивізії.

## Життєпис
Закінчив Ладижинську двокласну міністерську школу. 1910 року поїхав до Одеси продовжувати навчання. 1915 року мобілізований до російського війська. Повернувшись 1917 року додому, взявся просвіщати земляків з метою підняття їхньої національної свідомості.

| "Своїми виступами в аматорському театральному гуртку, хорі та взагалі на ріжних національних святкуваннях здобув собі пошану і загальну симпатію"[1] |
1918 року був на перевишколі українських старшин у Києві — очевидно, навчався в Інструкторській школі старшин. У складі 1-го Сірого полку Сірої дивізії взяв участь у антигетьманському повстанні. Навесні 1919 року брав участь в організації на Гайсинщині охоронної сотні, яка билася проти денікінців. Навесні 1920 року виступив організатором повстанського руху в районі Ладижина.
Восени 1920 року Петро Запорожець емігрував до Румунії, а звідти до ЧСР. 1924 року вступив до Української господарської академії на агрономічно-лісовий факультет, яку закінчив 1929 року. Наступного року перебрався до США, в Чикаго. Згодом мешкав у Детройті. Працював на автомобільній фабриці Форда. Посідав керівні посади у гетьманському русі.
Помер 31 жовтня 1963 року в Детройті.